# Nishali Vishala Hettiarachchi
Nishali Vishala Hettiarachchi (ur. w 1989) – reprezentująca Sri Lankę lekkoatletka, tyczkarka.
Złota medalistka mistrzostw kraju. Była rekordzistka Sri Lanki.